# Billy Graham
Billy Graham, właśc. William Franklin Graham Jr. (ur. 7 listopada 1918 w Charlotte, zm. 21 lutego 2018 w Montreat) – amerykański ewangelista przebudzeniowy, teolog i antropolog, jeden z najbardziej znanych ewangelistów na świecie i autor bestsellerów. Najbardziej rozpoznawalna postać w protestantyzmie drugiej połowy XX wieku. Bywał nazywany „Bożym ambasadorem”, „pastorem Ameryki”, „największym chrześcijaninem, jakiego kiedykolwiek wydała Ameryka”, „Janem Chrzcicielem”, „protestanckim papieżem”, „pastorem prezydentów”, „kapelanem Białego Domu” itd. Był kaznodzieją zaangażowanym w działalność ewangelizacyjną, podczas której odwiedził wiele krajów świata, w tym państwa socjalistyczne takie jak: Węgry, Polskę, Związek Radziecki i Koreę Północną. Pochodził z rodziny prezbiteriańskiej, sam jednak przystąpił do Południowej Konwencji Baptystów.
Osobiście spotkał się i rozmawiał z każdym prezydentem Stanów Zjednoczonych od Trumana do Obamy. Był doradcą amerykańskich prezydentów od Eisenhowera po Busha, z wieloma z nich był zaprzyjaźniony. W latach 50. i 60. walczył z komunizmem i rasizmem. Popierał interwencje zbrojne Stanów Zjednoczonych w Korei, Wietnamie i Iraku. Po aferze Watergate zdystansował się od świata polityki.
Laureat wielu prestiżowych nagród i wyróżnień, m.in. najwyższych cywilnych wyróżnień amerykańskich, siódmego miejsca na liście najbardziej podziwianych osób XX wieku Instytutu Gallupa). Był protestanckim kaznodzieją, który przemawiał do największej liczby słuchaczy w historii, pierwszym duchownym, który otrzymał gwiazdę w Hollywood Walk of Fame. Kawaler Komandor Orderu Imperium Brytyjskiego (KBE).
Był autorem wielu książek, większość z nich zyskała w Stanach Zjednoczonych status bestsellerów oraz doczekała się licznych przekładów. Najważniejsza z nich, Pokój z Bogiem, została sprzedana w nakładzie ponad 2 milionów egzemplarzy. Zajmował się także produkcją oraz dystrybucją filmów chrześcijańskich.

## Młodość

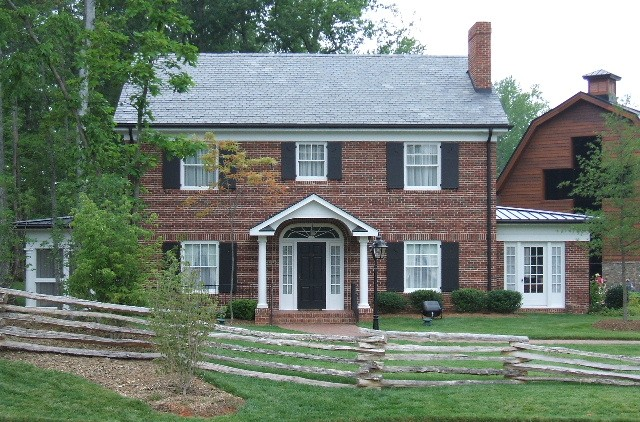
Rodzinny dom Billy’ego Grahama

Urodził się 7 listopada 1918 roku w Charlotte, w prezbiteriańskiej rodzinie, jako najstarsze dziecko Williama Franklina Grahama I (1888–1962) i Morrow Coffey (1892–1981). Jego rodzice prowadzili farmę mleczną, mieli 75 krów i około czterystu stałych klientów. Gdy miał pięć lat, ojciec zabrał go na ewangelizację Billy’ego Sundaya. Charlotte w owym czasie zdominowane było przez protestanckich fundamentalistów. W 1933 roku, kiedy zniesiono prohibicję, ojciec zmuszał go oraz jego siostrę do picia piwa, dopóki nie zwymiotowali, co wytworzyło u nich awersję do alkoholu.
Według Centrum Billy’ego Grahama, Graham nawrócił się w 1934 roku w wieku 16 lat, podczas serii kampanii przebudzeniowych przeprowadzanych w Charlotte przez ewangelistę Mordecaia Hama. Chciał przyłączyć się do lokalnej grupy młodzieżowej, ale nie został przez nich przyjęty, ponieważ ich zdaniem był zbyt „świecki”. Wtedy bardzo chciał się spotkać z Hamem, spotkanie nastąpiło na farmie Grahama.
Po ukończeniu Sharon High School w 1936 roku, rozpoczął naukę na Bob Jones College (obecnie Bob Jones University), który wtedy znajdował się w Cleveland. Po jednym semestrze stwierdził, że uczelnia jest zbyt restrykcyjna i legalistyczna. Brakowało mu też zajęć sportowych i był zniechęcony do kontynuowania tutaj nauki. W owym czasie był pod wpływem pastora Charleya Younga, z Eastport Bible Church, który był też dla niego inspiracją. W 1937 roku przeniósł się do Florida Bible Institute, gdzie studiował teologię. Tam zaczął głosić swoje pierwsze kazania, grał też w golfa w zawodach międzyuczelnianych. Temat jego pierwszego kazania brzmiał: „Co by się stało, gdyby Chrystus nie przyszedł?”.
Gdy kończył Florida Bible Institute w 1940 roku, jego życie duchowe wciąż było na etapie eksperymentowania. Studiował też antropologię na Wheaton College (Illinois) i jej naukę zakończył w 1943 roku.
W lutym 1938 roku rozmyślał o tym, że chrześcijaństwo w USA stopniowo upada i uświadomił sobie, że „potrzebujemy proroka”, „potrzebujemy człowieka, który wezwie Amerykę z powrotem do Boga”. Ciążyło to bardzo w jego sercu, ale jednocześnie był przekonany, że nie jest to zadanie dla niego. Mówił o sobie – „nie jestem elokwentny”, „nie potrafię mówić dłużej niż dziesięć minut”, „jestem za słabo wyedukowany”. Jednak w owym czasie Brunette Bruck, sekretarka, wielokrotnie mu powtarzała: „Bóg powołuje cię do głoszenia”.
W 1939 roku został ordynowany na duchownego Południowej Konwencji Baptystów w Palatka na Florydzie. W latach 1943–1945 był pastorem pierwszego baptystycznego kościoła w Western Springs w Illinois. Jego zbór liczył 35 osób, a Graham otrzymywał 45 dolarów tygodniowo. Na początku 1945 roku ewangelista Torrey Johnson, zaproponował mu głoszenie przez radio każdego niedzielnego wieczoru, ponieważ on sam nie ma już na to czasu. Johnson był też jednym z założycieli organizacji „Youth for Christ” (YFC). Graham stał się jej pierwszym pełnoetatowym ewangelistą (otrzymywał 75 dolarów tygodniowo). W „Youth for Christ” Graham pracował do roku 1952. W 1948 roku został prezydentem Northwestern College w Minnesota i był najmłodszym prezydentem collegu w kraju. Funkcję tę pełnił do roku 1952.

## Rodzina

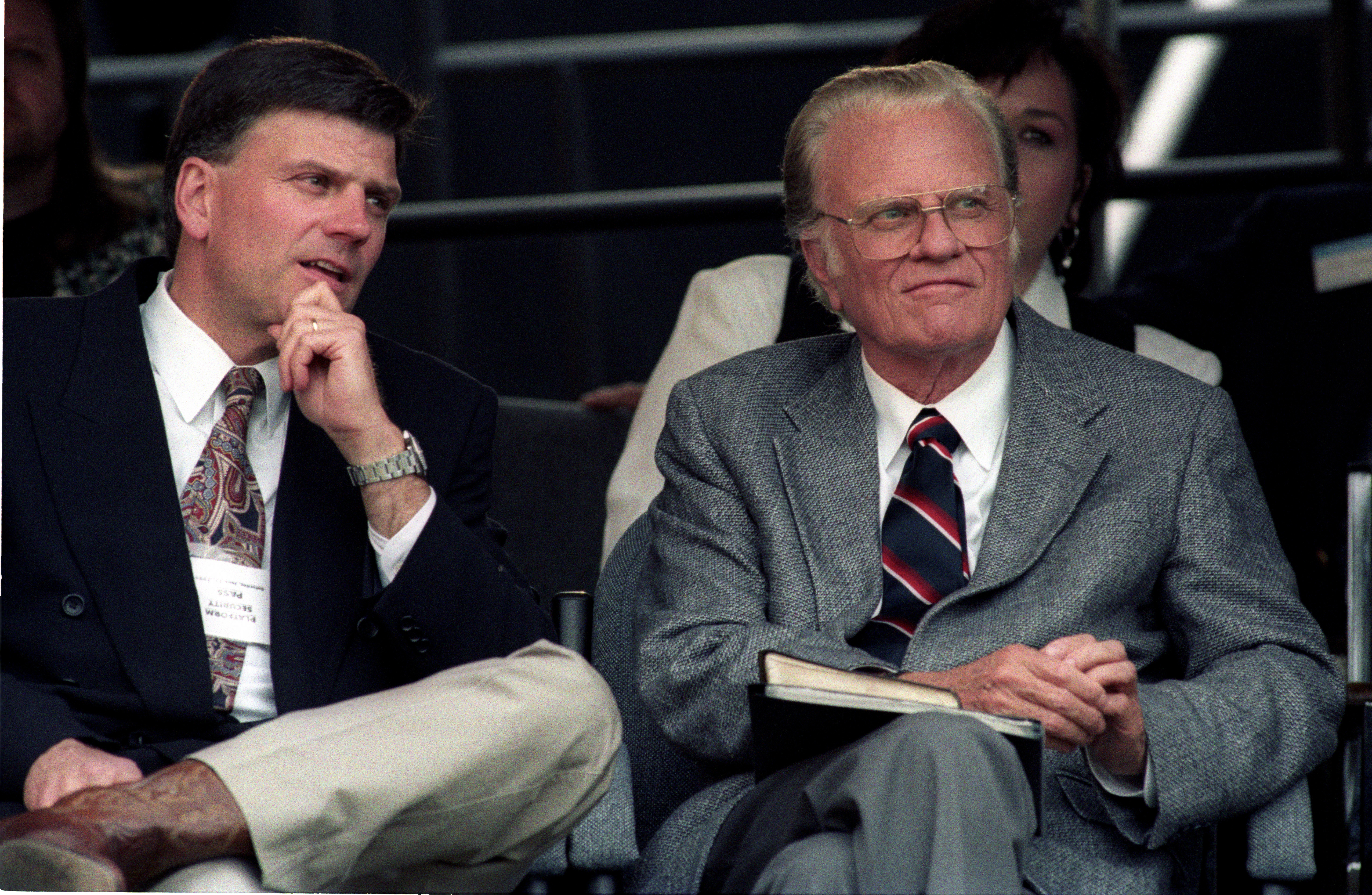
Franklin i Billy Grahamowie (1994)

Dwa miesiące po uzyskaniu dyplomu, 13 sierpnia 1943 roku, ożenił się z Ruth Bell (1920–2007), której rodzice byli prezbiteriańskimi misjonarzami w Chinach. Graham poznał Ruth w Wheaton College. Zamieszkali w drewnianej chatce zaprojektowanej przez Ruth w Paśmie Błękitnym w Montreat. Ruth była poetką i pisarką, jest autorką i współautorką 14 książek, regularnie pisywała do gazet i czasopism. Pomimo iż jej mąż stał się baptystą, ona sama do końca życia pozostała prezbiterianką.
W 1993 roku, w wywiadzie dla ABC – z okazji 50-lecia małżeństwa – Ruth powiedziała, że gdy była studentką, modliła się: „Boże, jeżeli pozwolisz mi wyjść za tego człowieka, będzie to największy zaszczyt, jaki mógłby mnie spotkać”. Kiedykolwiek reporterzy pytali Grahama o to, kto jego zdaniem jest największym chrześcijaninem, za każdym razem niezmiennie odpowiadał, że nigdy w swym życiu nie spotkał tak wielkiego chrześcijanina jak Ruth. Na pogrzebie powiedział: „Nikt inny nie mógłby unieść takich ciężarów, jakie ona dźwigała. Ona była integralną częścią naszej służby, a moja wieloletnia praca nie byłaby możliwa bez jej zachęty i wsparcia”. Podczas swych 93. urodzin w dniu 7 listopada 2011 powiedział, że czeka na ponowne połączenie ze swoją żoną po śmierci.
Graham miał z Ruth pięcioro dzieci: Virginię Leftwich (Gigi) Graham Tchividjian (ur. 1945), Anne Graham Lotz (ur. 1948), Ruth Graham (ur. 1950; założycielka organizacji Ruth Graham & Friends), Franklina Grahama (ur. 1952) oraz Nelsona „Ned” Graham (ur. 1958). Gigi jest autorką siedmiu książek, za jedną z nich otrzymała „Gold Medallion Award”. Anne Graham Lotz ukończyła studia w wieku 18 lat. W 1988 roku założyła AnGeL Ministries, została ewangelistką i doświadczyła wielu przeciwności oraz utrudnień ze strony konserwatywnych chrześcijan uważających, że kobieta nie może zajmować się kaznodziejstwem. W 1999 roku New York Times zaliczył ją do pięciu najbardziej wpływowych ewangelistów w Stanach Zjednoczonych. Franklin Graham, który jest kaznodzieją i ewangelistą, przejął prowadzenie misji Billy’ego Grahama. Postrzegany jest jako kopia ojca: ta sama ekspresja, podobne formuły, ten sam styl gestykulacji. Ned został pastorem, zajmuje się dystrybucją literatury chrześcijańskiej w Chinach. Według Grahama wielkim doświadczeniem dla niego jako rodzica był czas, gdy jego dwaj synowie brali narkotyki.
Graham doczekał się 19 wnuków i 28 prawnuków. Tullian Tchividjian (ur. 1972), syn Gigi, jest pierwszym pastorem „Coral Ridge Presbyterian Church” w Fort Lauderdale (Floryda). Will Graham (ur. 1975), najstarszy syn Franklina, od 2006 roku pełni służbę ewangelisty.
Graham stosował żelazne zasady w swoim życiu. Nigdy nie przebywał sam na sam z inną kobietą niż Ruth. Taki sposób postępowania nazywany bywa zasadą Billy’ego Grahama.

## Ewangelista

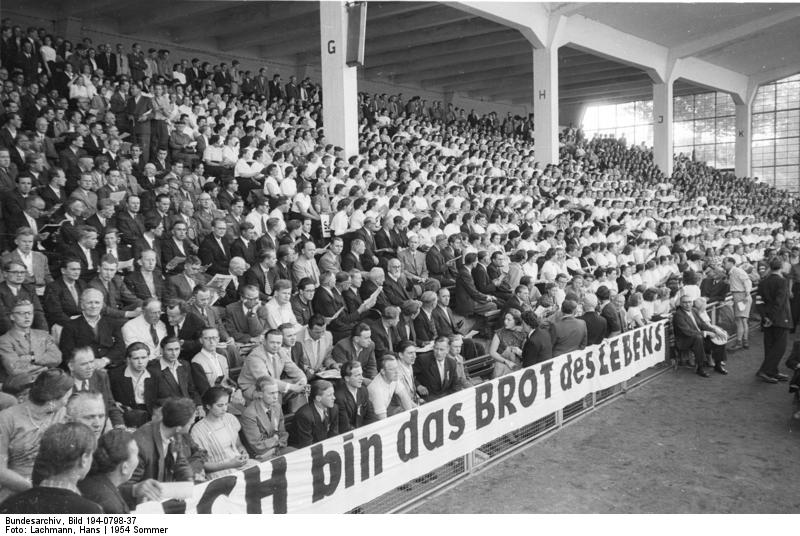
Düsseldorf (25 czerwca 1954)

### Kampanie ewangelizacyjne
Graham rozpoczął swoje kampanie ewangelizacyjne w 1947 roku w Grand Rapids oraz w swoim rodzinnym Charlotte. Przełomowym punktem w jego karierze była kampania w Los Angeles w 1949 roku. Przeprowadzana była w namiocie cyrkowym początkowo mieszczącym 6 tysięcy osób, lecz wkrótce powiększonym do 9 tysięcy. Ewangelizacja przewidywana była na trzy tygodnie, ale trwała osiem tygodni, przybyło na nią 350 tysięcy ludzi. Po tej ewangelizacji stał się szeroko znany w Ameryce i stał się ikoną narodową. Do sukcesu przyczynił się magnat prasowy William Randolph Hearst, który dał swoim dziennikarzom krótkie polecenie: puff Graham (wesprzeć Grahama). W efekcie tego ewangelizacja była opisywana w dziennikach należących do Hearsta. Przypuszcza się, że Hearst cenił Grahama ze względu na jego patriotyzm i dostrzegał w nim szansę na powstrzymanie komunistycznego zagrożenia. Ewangelizacją w Los Angeles zainteresowały się również pisma spoza koncernu Hearsta: „TIME”, „LIFE” oraz Newsweek. TIME oraz LIFE oceniły, że Graham jest następcą Billy’ego Sundaya.

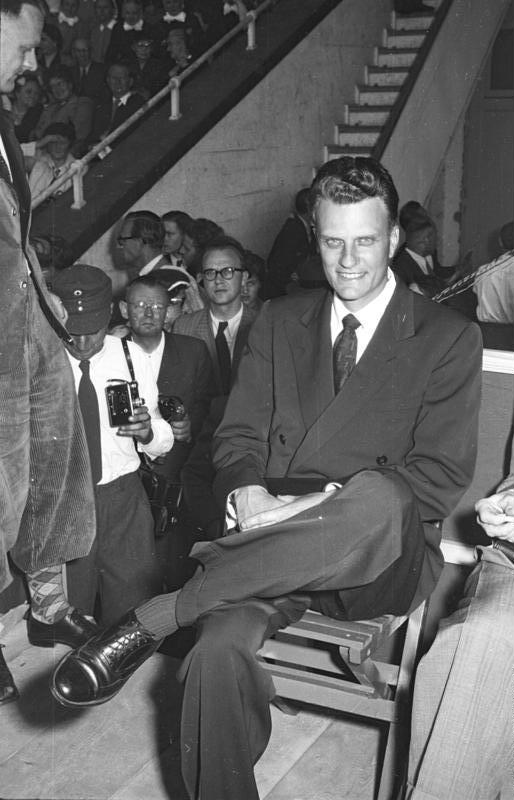
Düsseldorf (25 czerwca 1954)

Kolejna ważna kampania ewangelizacyjna miała miejsce w Londynie w 1954 roku. Graham przybył tam na zaproszenie ewangelikalnych kościołów, ale został sceptycznie przyjęty przez przedstawicieli Kościoła anglikańskiego oraz prezbiterian (porównywano go z gwiazdami kina), z początku niechętną była również prasa, spotkał się jednak z entuzjastycznym zainteresowaniem tłumów, pomimo niesprzyjających warunków pogodowych. Początkowy sceptycyzm i niechęć ze strony Kościołów oraz prasy zmieniły się w bardziej przychylne nastawienie. W Londynie w ciągu trzech miesięcy słuchało go około 2 milionów ludzi, czemu towarzyszyło około 40 tysięcy nawróceń. Ostatniego dnia zgromadziło się 185 tysięcy słuchaczy. Jednym ze słuchaczy był abp Canterbury Geoffrey Francis Fisher. Sukces w Londynie miał wielkie znaczenie dla Grahama, ponieważ zorientował się, że jego przesłanie jest skuteczne również poza granicami Stanów Zjednoczonych. Z Londynu udał się do Amsterdamu, Berlina, Kopenhagi, Düsseldorfu, Frankfurtu, Paryża i Sztokholmu.
W marcu 1955 przybył do Szkocji, gdzie przeprowadził 6-tygodniową krucjatę. Jeden z dziennikarzy magazynu Kościoła Szkocji Life and Work napisał, że sam Duch Boży przemawia przez Grahama. Wraz z żoną zaproszony został do Clarence House, gdzie spotkał się z królową Elżbietą oraz księżniczką Małgorzatą.
Podczas krucjaty w Niemczech spotkał się z kanclerzem Niemiec Konradem Adenauerem, który miał mu powiedzieć: „Panie Graham, nie wiem czy jest jakaś inna nadzieja dla świata, poza zmartwychwstaniem Jezusa”.
W 1957 roku odbyła się krucjata nowojorska, gdzie przez 16 tygodni, od maja do września, głosił w hali sportowej Madison Square Garden, a specjalne spotkania odbyły się przy Times Square oraz Yankee Stadium. Za główne zagrożenie dla świata uznał wtedy plagę komunizmu. New York Herald Tribune codziennie komentował ewangelizację w rubryce zatytułowanej Billy Graham Says. ABC Television zgodził się na sprzedaż swego czasu antenowego w soboty. 20 lipca na ewangelizację na Yankee Stadium przybył wiceprezydent Richard Nixon. Billy’ego Grahama słuchało w sumie około 2,4 miliona uczestników i pod względem liczby słuchaczy ewangelizacja ta przebiła wszystkie przeprowadzone dotąd w Nowym Jorku. Sponsorami byli: William Randolph Hearst (junior), wydawca Henry Luce, lotnik Eddie Rickenbacker, oraz Norman Vincent Peale. W 1960 roku zorganizował w Nowym Jorku krucjatę dla hiszpańskojęzycznych Amerykanów, przybyło na nią około 70 gangsterów.
W 1959 roku przeprowadził pierwszą swoją krucjatę w Australii. Uczestniczyła w niej czwarta część Australijczyków, zaowocowała ona nieprzerwanym wzrostem australijskich kościołów przez następne 15 lat i uznano za najbardziej efektywne głoszenie Ewangelii w historii Australii. W 1963 roku przybył po raz drugi do Los Angeles, przemawiał w Memorial Coliseum, którego wszystkie miejsca zostały zajęte (134 254 osób), ponadto 20 tysięcy zgromadziło się na zewnątrz.

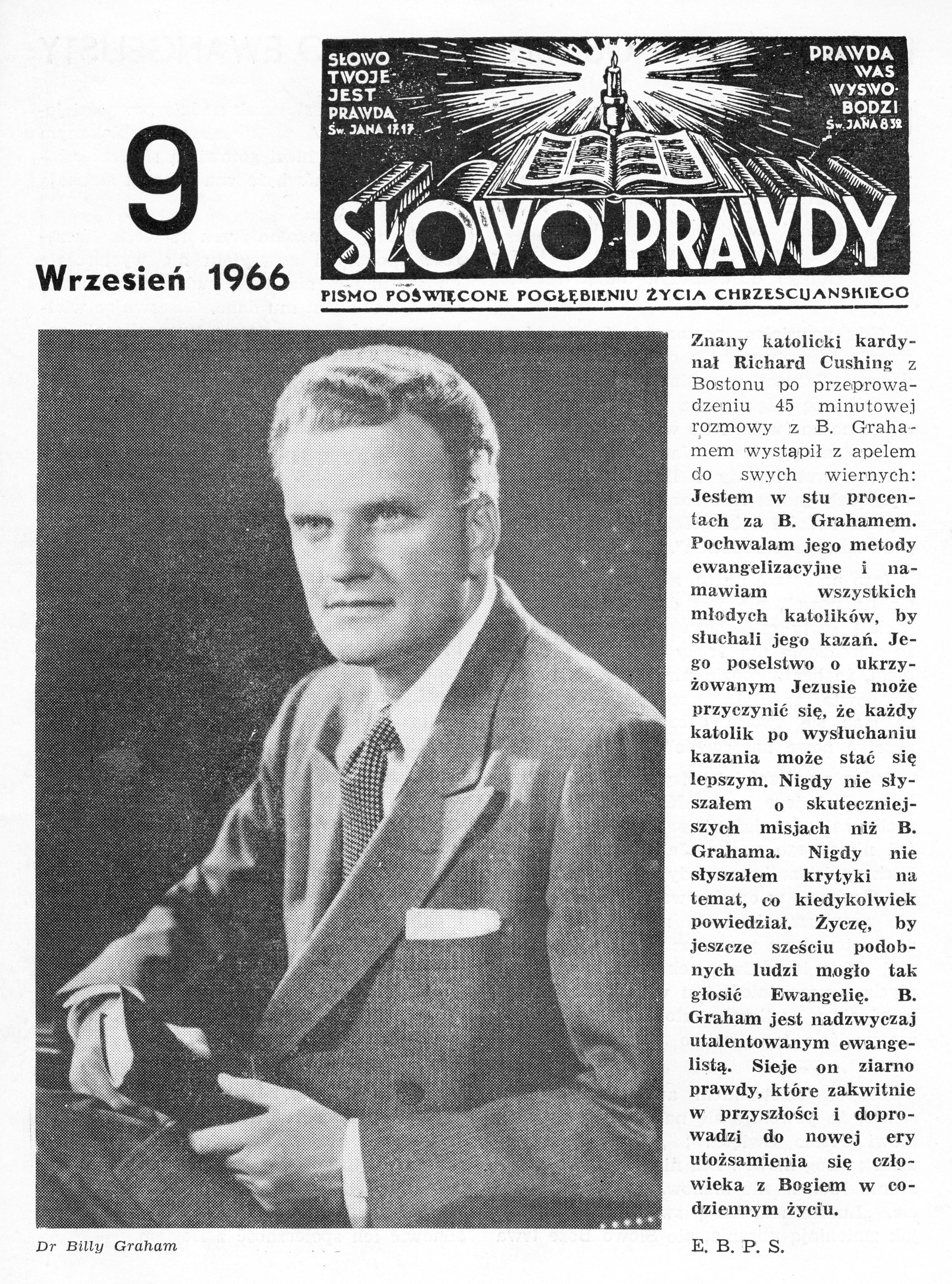
Na okładce miesięcznika „Słowo Prawdy”

W czasach zimnej wojny był pierwszym amerykańskim ewangelistą, który przemawiał za żelazną kurtyną. Głosił Ewangelię do ludzi we wszystkich socjalistycznych krajach Europy Wschodniej z wyjątkiem Bułgarii. W 1959 roku przybył do Moskwy, ale nie zezwolono mu na głoszenie kazań, w 1966 roku chciał przyjechać do Polski, ale nie uzyskał zgody. Zgodę taką otrzymał dopiero w Jugosławii w 1967 roku, gdzie w Zagrzebiu przemawiał do 3 tysięcy protestantów przybyłych z czterech socjalistycznych krajów. W 1977 roku przybył do Węgier, w 1978 roku do Polski, w 1982 do ZSRR, NRD i CSRS, a w 1985 do Rumunii i po raz drugi do Węgier. Graham w swoim przesłaniu wzywał do pokoju.
W czasach apartheidu Graham odmawiał odwiedzenia RPA, dopóki rząd tego kraju nie wyrazi zgody na ewangelizację bez sektorów segregujących. Doszło do tego dopiero w 1973 roku. W Durbanie przemawiał do 45-tysięcznego tłumu – połowę stanowili czarnoskórzy – i w swoim przesłaniu głosił, że Chrystus nie należy tylko do białego człowieka, „Chrystus należy do wszystkich ludzi”. Nazajutrz gazety pisały „Apartheid upadnie”. Podobne spotkanie miało miejsce w Johannesburgu. W 1985 roku biskup Alpheus Zulu ocenił, że proces pojednania narodowego został zapoczątkowany w Durbanie i Johannesburgu przez Grahama.
W roku 1973 odwiedził Koreę Południową, gdzie przemawiał w sumie do 3,2 miliona ludzi, co przewyższało ówczesną liczbę chrześcijan w Korei. 3 czerwca, tj. ostatniego dnia jego pobytu, przybyło na Yoido Plaza w centrum Seulu około 1,1 miliona ludzi, co było największym religijnym zgromadzeniem, jakie miało miejsce w historii do czasów Jana Pawła II. Graham nazwał później to spotkanie swoim największym doświadczeniem. Han Kyung-chik (1902–2000), założyciel prezbiteriańskiego Kościoła w Korei, ocenił później, że krucjata Grahama wprowadziła koreańskie chrześcijaństwo na nowy etap dojrzałości.
W 1989 roku, podczas krucjaty w Londynie, wykorzystując możliwości jakie dostarczała nowoczesna technika, przemawiał do 800 tysięcy ludzi zgromadzonych w 247 miejscach Zjednoczonego Królestwa oraz Irlandii, ponadto do 16 tysięcy miejsc w 13 krajach Afryki jednocześnie.
W 1990 roku podczas krucjaty w Hongkongu, wykorzystując łączność satelitarną (głos oraz wizja), przemawiał do około 100 milionów ludzi zgromadzonych w 70 tysiącach miejsc 26 krajów Azji. W następnym roku, w podobny sposób z Buenos Aires przemawiał do 5 milionów ludzi zgromadzonych w 850 miejscach 20 krajów Ameryki łacińskiej.
W 1991 roku przeprowadził swoją czwartą krucjatę w Nowym Jorku (w Central Parku). Posłudze Grahama towarzyszyły występy Johnny’ego Casha, June Carter Cash, Sandi Patti, Take 6, Brooklyn Tabernacle Choir oraz koreańskiego chóru. Jako główne zagrożenie dla miasta podał narkotyki i przestępczość. W Central Parku zgromadziło się 250 tysięcy ludzi, co było największym religijnym zgromadzeniem, jakie do tej pory miało miejsce w Stanach Zjednoczonych.
W 1993 roku zorganizowano kampanię ewangelizacyjną dla Europy, której nadano nazwę ProChrist. Na miejsce kilkudniowego spotkania wybrano Niemcy, spotkania odbywały się 17-21 marca na stadionie w Essen i były transmitowane do 1400 miejsc przekazu w 55 krajach, w 16 strefach czasowych.
Ostatnia przeprowadzona przezeń kampania ewangelizacyjna miała miejsce w Nowym Jorku w 2005 roku. Przeprowadzono ją na Shea Stadium, trwała trzy dni, a przybyło na nią ponad 242 tysiące ludzi. Głos zabierali Bill i Hillary Clinton. Była to 417 krucjata Grahama, piąta przeprowadzona w Nowym Jorku (1957, 1969, 1970, 1991, 2005).
Uważa się, że największym osiągnięciem ewangelizacyjnym Grahama była krucjata w Nowym Jorku w 1957 roku. Na drugim miejscu umieszcza się zwykle krucjatę w Londynie z 1954 roku. Jako przykład nieudanej krucjaty podaje się czasem krucjatę z Manchesteru w 1961, mimo że przez trzy tygodnie każdego wieczoru przychodziło około 30 tysięcy ludzi. Krucjata przeprowadzona została bez udziału kościoła anglikańskiego, który postawił Grahamowi warunki niemożliwe do spełnienia (przemawiać mieliby krytycy Grahama).

### Styl Grahama

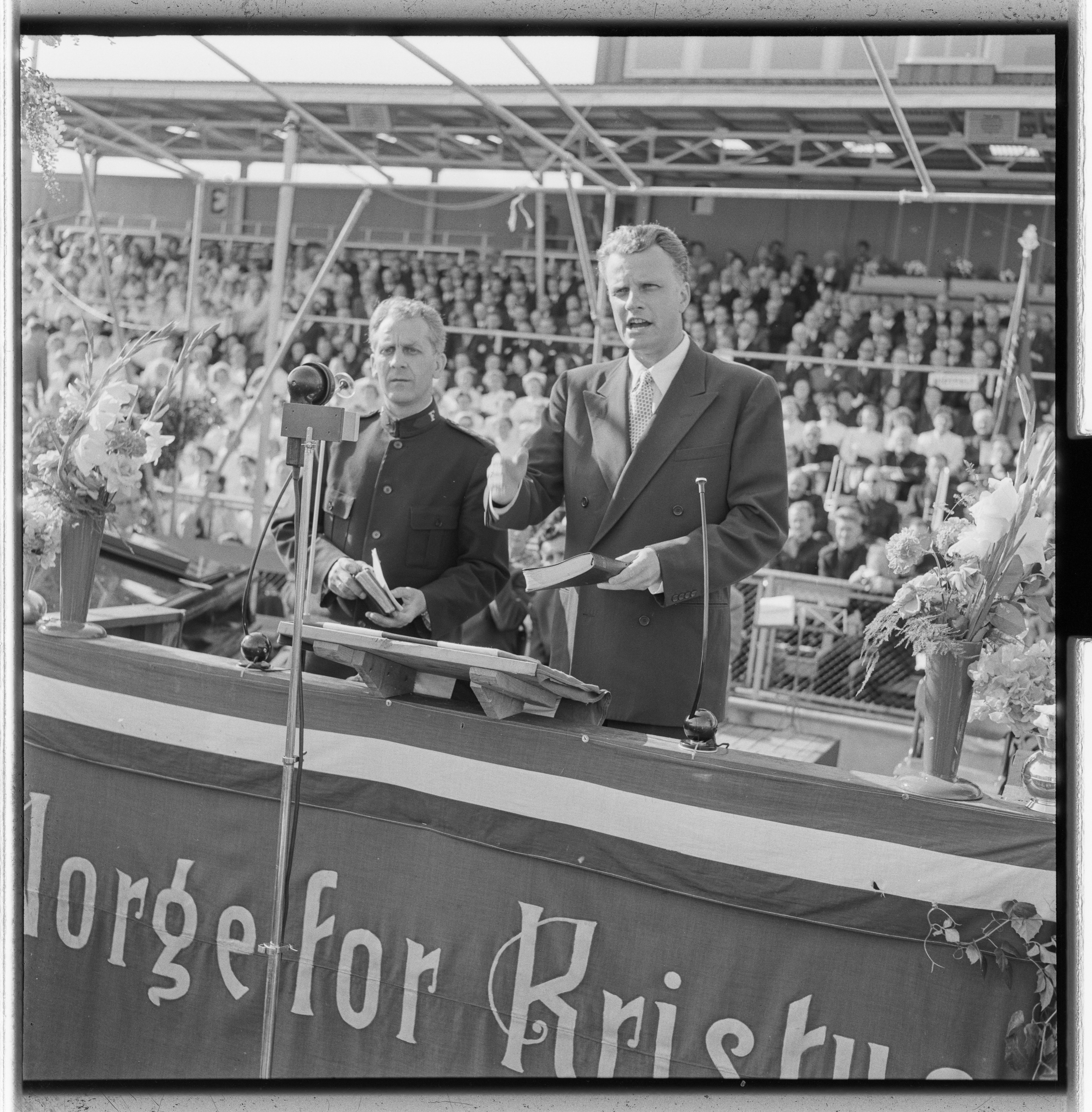
Oslo, 1955

Kazania głoszone były zwykle według następującego schematu: Graham najpierw czytał tekst Ewangelii, następnie go komentował, poświęcając wiele miejsca grzechom i zagrożeniom świata (przestępstwa kryminalne, problemy osobiste, rasizm, komunizm, bomba wodorowa, narkotyki etc.). Lista grzechów mogła się różnić, ale przesłanie zawsze było to samo – pod koniec kazania wzywał do poddania się Chrystusowi, wzywał do wyjścia do przodu i oddania swego serca Chrystusowi. Często stosowaną formułą było „Biblia mówi”. Zwolennicy Grahama zwracali uwagę, iż w jego przesłaniu brakowało pewnych społecznych elementów, to jednak według ich ocen po jego krucjacie rozbite rodziny były jednoczone, alkoholicy byli uwalniani od swego nałogu, spadała przestępczość. Graham miał oferować nadzieję i zbawienie. Głosząc starał się dawać z siebie jak najwięcej, wkładał w to całe serce, starał się przybliżyć słuchaczom Chrystusa, tak dobrze jak potrafił.
Gdy był młody, przemawiał z wielką ekspresją, wykonywał wiele gestów, używał rąk i ramion, poruszał się wzdłuż i w poprzek platformy ewangelizacyjnej. Graham był mistrzem w przekazywaniu swego przesłania, efektownie używał języka ciała (NLP) dla wzmocnienia swego przesłania. Po każdej krucjacie tracił 10–15 funtów (tj. 4,5–7 kg). Najbardziej wyczerpującą była krucjata w Nowym Jorku z 1957 roku, kiedy stracił ok. 30 funtów wagi (ok. 14 kg) i był wyczerpany fizycznie. W przeciwieństwie do innych ewangelistów wprowadził do swojej służby współczesną muzykę, zapraszał też na swoje krucjaty znanych muzyków i artystów.
Przywiązywał wielką wagę do pracy przed- i po-krucjatowej. Było to nowością w stosunku do poprzednich ewangelistów. Przygotowania do krucjat trwały długo i uczestniczyły w nich tysiące ludzi. Po zakończeniu krucjaty organizowano spotkania z jej uczestnikami, przygotowywano filmy i książki relacjonujące krucjatę.
Sukces kaznodziejski Grahama był przedmiotem licznych analiz psychologicznych i socjologicznych. Pierwszym wrażeniem jakie odnosi uczestnik krucjat to zadowolenie, pewność siebie, słuchacz myśli, że nie jest sam, a takich jak on jest wielu. Otaczający tłum powoduje, że jednostka czuje się anonimowo i bezpiecznie. Nadchodzi jednak moment, w którym kończy się anonimowość i bezpieczeństwo słuchacza, Graham żąda od słuchacza przeanalizowania swej przeszłości i dokonania jej oceny. Kieruje pytanie do słuchacza i oczekuje odpowiedzi. W tym momencie słuchacz szczególnie mocno odczuwa swoje JA, odczuwa siebie. Są to chwile, kiedy słuchacz zastanawia się: „kim jestem?” Są to chwile, w których rozbijane jest własne JA i szczególnie mocno odczuwa się TU i TERAZ.

### Przygotowania do krucjat
Graham przywiązywał wielką wagę do tego, by każda jego krucjata była wspierana przez grupy modlitewne. Był przekonany, że moc Boża objawiająca się na jego krucjatach uzależniona jest od modlitw wspierających go ludzi. Podczas krucjaty w Los Angeles zorganizowano ponad 1000 grup modlitewnych w Los Angeles oraz okolicach, które modliły się o sukces krucjaty. Grupy te funkcjonowały przez cały czas trwania krucjaty. Przed rozpoczęciem ewangelizacji w Glasgow w 1955 zorganizowano 500 grup modlitewnych w Szkocji, a 500 innych w Anglii, Irlandii Północnej oraz Walii, które odbywały regularne spotkania z myślą o ewangelizacji w Glasgow. Przy pomocy środków masowego przekazu zwrócono się do chrześcijan na całym świecie o wsparcie modlitewne. Ponadto podczas trwania tej ewangelizacji 100–400 osób modliło się w zaimprowizowanej „górnej izbie”. Podobne grupy modlitewne zorganizowano podczas krucjaty w Nowym Jorku (1957), Sydney (1959), nie zorganizowano natomiast w Manchester (1961).
W przerwach między krucjatami narzucał sobie ciężki reżim pracy, urządzał piesze wycieczki, grał w golfa, prowadził własne studia biblijne. Każdego poranka i każdego popołudnia spędzał czas na modlitwie. Nawet podczas wyjazdów starał się to kontynuować. James E. Moore ocenił, że pracował jak płatny wojownik. W wywiadzie dla Journal American powiedział, że chrześcijaństwo nie jest dla słabeuszy, „musimy być mocni, męscy i dynamiczni, jeżeli chcemy ustać. Musimy odzyskać duchowy ogień i sztandar chwały naszych przodków”. W latach 60. próbował zrozumieć kulturę hippisów.
Robert O. Ferm, który zbadał 11 krucjat z okresu 1952–1954, twierdzi, że 38% nawróconych stanowią mężczyźni, zaś 62% kobiety. Wśród nich największe grupy stanowią studenci oraz gospodynie domowe, 70–80% było już członkami Kościołów.

### BGEA

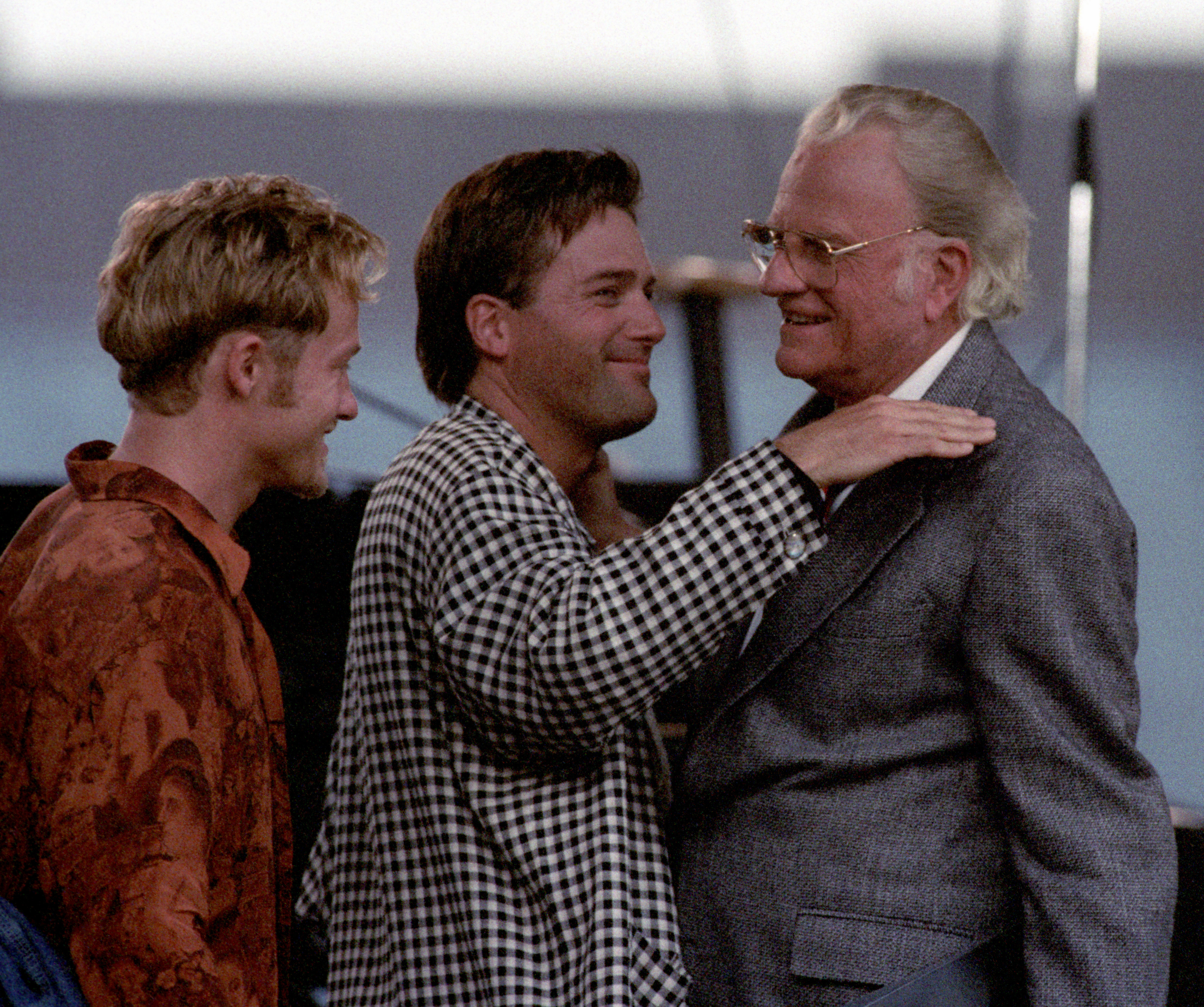
Cleveland (11 czerwca 1994); wraz z M.W. Smithem i TobyMakiem

W 1950 roku założył Billy Graham Evangelistic Association (Stowarzyszenie Ewangelizacyjne Billy’ego Grahama), w skrócie BGEA, z siedzibą w Minneapolis. Celem stowarzyszenia jest docieranie do ludzi z Ewangelią dostępnymi kanałami. Działalność stowarzyszenia obejmuje: organizacja krucjat, programy telewizyjne, programy radiowe, produkcja filmów chrześcijańskich, działalność wydawnicza, a także – od 2007 roku – opieka nad Biblioteką Billy’ego Grahama. Stowarzyszenie promuje chrześcijański styl życia.
Celem stowarzyszenia było też opłacanie swoich pracowników, w tym przede wszystkim Billy’ego Grahama (w latach 60. było to 15 tysięcy dolarów rocznie, tyle co dochody przeciętnego pastora). Od tej też pory Graham przestał przyjmować „ofiary miłości”, wszelkie ofiary szły na misję.
Od 1956 roku zaczęto wydawać miesięcznik Christianity Today, który z czasem stał się najbardziej wpływowym chrześcijańskim pismem w USA. Od 1960 roku wydawany jest inny periodyk – „Decision Magazine”. Decision Magazine ukazuje się jedenaście razy w roku, którego nakład w 1974 roku osiągnął 5 milionów egzemplarzy. Obecnie wydawany jest w nakładzie 1,7 mln egzemplarzy, w pięciu językach, dociera do 160 krajów. Wiele chrześcijańskich czasopism publikuje felietony Grahama pt. „Moja odpowiedź”.
31 maja 2007 siedziba stowarzyszenia przeniesiona została do Biblioteki Billy’ego Grahama w Charlotte. W uroczystości uczestniczyli byli prezydenci: Jimmy Carter, George H.W. Bush oraz Bill Clinton.

### Ewangelista ewangelistów
W 1966 roku Graham zorganizował Światowy Kongres Ewangelizacji w Berlinie, na który zaprosił znanych kaznodziejów, ewangelistów i liderów, z całego świata. Była to pierwsza tego typu konferencja zorganizowana przez ewangelikalnych protestantów. Przesłanie Kongresu sprowadzało się do słów: „Jedna rasa, jedna ewangelia, jedno zadanie”. W 1977 roku zorganizowano w Lozannie Międzynarodowy Kongres Ewangelizowania Świata. Dyskutowano nad sposobami ewangelizowania Afryki, Azji i Ameryki Łacińskiej, po to aby przesunąć punkt ciężkości ewangelikalnego chrześcijaństwa z Zachodu do innych kultur. Przybyło 2700 ewangelikalnych działaczy ze 150 krajów świata. Kolejny Kongres odbył się w 1989 roku w Manili, trzeci Kongres odbył się w Kapsztadzie, w październiku 2010, już bez udziału Grahama.
Oprócz tego organizował konferencje dla podróżujących ewangelistów w Amsterdamie w 1983 oraz 1986 roku. Zastanawiano się nad przyczynami koreańskiego przebudzenia. W 2000 odbyła się kolejna konferencja w Amsterdamie.

## W polityce

### Działalność polityczna

Medal wolności

Graham był zarejestrowanym członkiem Partii Demokratycznej, jednak od czasów prezydentury Nixona sympatyzował z republikanami. W latach 50. wielokrotnie uderzał w antykomunistyczną nutę w swoich publicznych wystąpieniach. W 1952 roku, podczas krucjaty w Waszyngtonie powiedział, że jeżeli jego kraj kiedykolwiek zbliży się do komunizmu, to zmobilizuje lud chrześcijański dla zachowania ustanowionych przez Boga instytucji. Komunizm nazywał religią Szatana, konkurencyjną względem chrześcijaństwa. Książkę Charlesa W. Lowry „Communism and Christ” (wydana w 1952) Graham wysłał do każdego członka Kongresu, do prezydenta Trumana i członków jego gabinetu. W 1954 roku w jednym z wywiadów powiedział, że albo komunizm musi zginąć, albo chrześcijaństwo, ponieważ toczy się bój pomiędzy Chrystusem a Antychrystem. Odwiedzał amerykańskich żołnierzy w Korei (1952) oraz w Wietnamie (1966, 1968).
Popierał wojnę w Korei i wojnę wietnamską. Po aferze Watergate uświadomił sobie, że został wykorzystany przez polityków. Zaniepokoił się tym i zdecydował się zwiększyć swój dystans do świata polityki. Stwierdził, że chrześcijanin nie powinien angażować się w politykę, ponieważ Jezus nie miał partii politycznej.
Żądał zniesienia segregacji rasowej. Od 1953 roku nie zgadzał się, aby podczas jego krucjat na Południu były osobne sektory dla białych i czarnych (spotkania muszą być „integrated”, nie „segregated”). Graham zapłacił kaucję dla uwolnienia Martina Luthera Kinga z więzienia; zaprosił Kinga za pulpit podczas swej 16-tygodniowej krucjaty w Nowym Jorku w 1957 roku. Jednak ze względu na niepokoje i zarzuty, że zajął się polityką rasizmu, nigdy już więcej nie poprosił Kinga na swoje krucjaty.
Na początku lat 50. kilku polityków z Partii Demokratycznej namawiało go, by z ramienia ich partii wystartował do senatu i reprezentował stan Karolina Północna. W 1979 roku Jerry Falwell nakłaniał Grahama do przyłączenia się do założonej przezeń partii politycznej Moral Majority. Graham odmówił, ponieważ jego zdaniem duchowni powinni się wypowiadać w kwestiach związanych z moralnością, a nie np. w sprawie Kanału Panamskiego albo jakości uzbrojenia armii. Jego zdaniem ewangeliści nie powinni identyfikować się z żadną konkretną partią polityczną bądź osobą. Ewangelista powinien stać w środku i przemawiać zarówno do zwolenników prawicy, jak i lewicy. Graham porównany z takimi ewangelistami jak Pat Robertson, Ralph Reed lub Jerry Falwell jawi się jako niemal neutralny politycznie. Gdy odmówił wsparcia dla antyaborcjonistów z „Operation Rescue”, drogi jego oraz fundamentalistów rozeszły się na zawsze.
W latach 50. Graham był zdeklarowanym antykomunistą, co często podkreślał, jednak w końcu lat 70. zaczął odwiedzać kraje bloku komunistycznego i przeprowadzać w nich swoje kampanie ewangelizacyjne. Wpłynęło to na zmianę jego poglądów politycznych, a także na poszerzenie jego perspektywy teologicznej. W 1982 roku przemawiał na konferencji pokojowej w Moskwie zorganizowanej dla liderów religijnych w celu ratowania świata przed nuklearną katastrofą.
W kontekście zbliżającej się wojny w Zatoce Graham powiedział, że nadchodzą czasy, kiedy trzeba będzie walczyć o pokój. 12 marca 1991 roku powiedział dla CBS, że wojna w Zatoce nie jest wojną przeciwko Irakijczykom, a tylko przeciwko ludziom reżimu. Wzywał też do modlitw o pokój na Bliskim Wschodzie. 14 września 2001 roku, w następstwie zamachu z 11 września, Graham poprowadził modlitwę oraz nabożeństwo w Katedrze Narodowej w Waszyngtonie, w którym uczestniczył prezydent George W. Bush. Przemawiał też podczas uroczystości upamiętniającej zamach terrorystyczny w Oklahoma City w 1995 roku.
W 1992 roku odwiedził Koreę Północną i spotkał się z ówczesnym przywódcą Korei Północnej Kim Ir Senem, z którym wymienił się prezentami (wśród nich egzemplarz książki „Pokój z Bogiem”). Prezydent Kim podarował mu pierwsze tomy swojej autobiografii. Wizyta ta była krytykowana przez część amerykańskich reporterów i określana mianem głupoty. Pomimo iż zawsze zwalczał komunizm, w przemówieniu z 1999 roku pochwalił dyktatora Kim Ir Sena za walkę o wolność dla swego kraju przeciwko imperium japońskiemu, określił go także jako „inny rodzaj komunisty”.
Według przeprowadzonego przez Newsweek wywiadu (2006), polityka jest dla Grahama drugoplanowym celem, pierwszorzędnym zawsze była ewangelizacja. Natomiast Steven P. Miller, historyk, w swojej książce Billy Graham and the Rise of the Republican South utrzymuje, że Graham odegrał kluczową rolę w kształtowaniu amerykańskiej sceny politycznej II połowy XX wieku, jakkolwiek rola ta nie jest doceniana. Uważa też, że przyczynił się do zakończenia dominacji Partii Demokratycznej na Południu. Harold Bloom ocenił, że polityka miała destrukcyjny wpływ na jego służbę.

### Pastor prezydentów

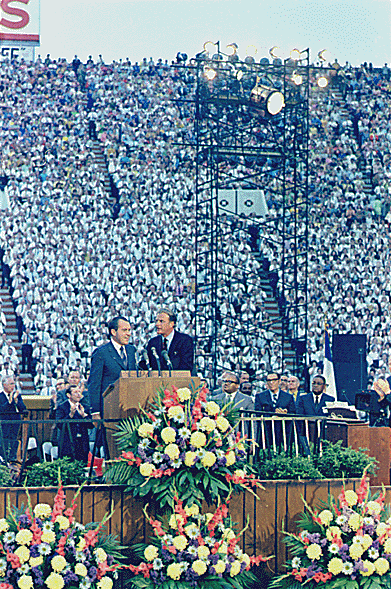
Nixon na krucjacie (28 maja 1970)

Graham miał prywatne audiencje z wieloma urzędującymi amerykańskimi prezydentami od Trumana do Obamy. Doradzał każdemu prezydentowi od Eisenhowera po Busha, przyjaźnił się z każdym od Johnsona po Busha, z wyjątkiem Cartera. Oficjalnie nie popierał żadnych kandydatów startujących w wyborach, swojego poparcia udzielał jedynie nieoficjalnie.
W 1950 roku kongresmen z Karoliny Południowej zainicjował spotkanie Grahama z Trumanem, wraz z trzema pastorami, w Gabinecie Owalnym i nakłaniał do zwalczania komunizmu w Korei Północnej. Graham próbował ponadto nawracać Trumana, ten odpowiedział, że stara się żyć „kazaniem na górze”. Było to jedyne spotkanie Grahama z Trumanem w czasach, gdy ten był urzędującym prezydentem. Graham stwierdził po latach, że zrobił wtedy z siebie głupca. W 1952 roku zaprosił Trumana na krucjatę w Waszyngtonie (styczeń-luty), ale ten odmówił. Ze względu na Grahama Kongres wydał specjalną ustawę, dzięki której mógł on poprowadzić pierwsze nabożeństwo na schodach Kapitolu w 1952 roku. Zaprosił na nie Trumana, ale ten znowu odmówił. Truman stwierdził później, że Graham był przyjacielem wielu prezydentów, ale nigdy nie był jego przyjacielem, dopóki był urzędującym prezydentem. Truman wątpił, by w działalności Grahama przejawiała się autentyczna moc Boża. Twierdził, że mamy tu do czynienia z „podróbką” (counterfeit). Podejrzewał też, że Grahamowi chodziło głównie o to, by trafiać na pierwsze strony gazet.
Graham stał się regularnym gościem Gabinetu Owalnego podczas prezydentury Eisenhowera. Był on pierwszym prezydentem, który słuchał jego kazań. We wrześniu 1957 roku Graham przekonywał go, aby wysłać wojsko dla interwencji w Little Rock Nine przeciwko wspierającym segregację rasową terrorystom. Podczas tej interwencji był w Waszyngtonie na polu golfowym, z wiceprezydentem Nixonem. Graham został zaproszony przez byłego prezydenta Eisenhowera, aby być przy nim w momencie jego śmierci. Johnson poprosił Grahama, by wygłosił protestancką modlitwę podczas swej inauguracji. W czasach prezydentury Johnsona Graham spędził więcej niż 20 nocy w Białym Domu.
Od czasów Eisenhowera był doradcą każdego kolejnego prezydenta. Zarówno Eisenhower, jak i John F. Kennedy zasięgali opinii u Grahama przed podjęciem ważnych decyzji i powoływali się na jego autorytet. Kennedy grywał z Grahamem w golfa. Johnson, Nixon, Ford i Bush nazywali go pastorem Ameryki.
Graham cieszył się wieloletnią przyjaźnią Nixona i dla wszystkich było oczywiste, że to jemu życzy zwycięstwa w wyborach prezydenckich w 1960 przeciwko Kennedy’emu. Gdy jednak był proszony o oficjalne wsparcie któregoś z kandydatów, za każdym razem odmawiał. Henry Luce, wydawca „TIME”, namawiał Grahama, by opublikował artykuł, w którym opisze, co myśli o Nixonie, bez wzywania do głosowania nań. Graham zgodził się, jednak gdy artykuł był już gotowy, zmienił zdanie i zamiast tego napisał, że każdy chrześcijanin ma obowiązek wziąć udział w wyborach. Jednak w listopadzie 1960, gdy po zwycięstwie wyborczym Kennedy chciał spotkać się z Grahamem, aby zagrać z nim w golfa, ten zapytał najpierw Nixona, czy nie będzie tym spotkaniem urażony. Na pogrzebie Johna F. Kennedy’ego, Robert F. Kennedy, posadził Grahama wśród osobistych przyjaciół zmarłego prezydenta. Graham spędził ostatnią noc prezydentury Johnsona w Białym Domu; podobnie pierwszą noc Nixona.
Po zwycięstwie Nixona w wyborach 1968 stał się częstym gościem w Białym Domu i prowadził prywatne spotkania modlitewne organizowane tam przez prezydenta. Nixon oferował Grahamowi posadę ambasadora Izraela podczas spotkania z premier Goldą Meir, ale ten odmówił. Nixon pojawił się podczas krucjaty we Wschodnim Tennessee w 1970 roku. Było to jedno z największych zgromadzeń w historii stanu Tennessee. Nixon przemawiał z platformy ewangelizacyjnej i był pierwszym prezydentem, który tego dokonał. Przyjaźń ta została wystawiona na próbę podczas afery Watergate, kiedy Graham ostro zganił postępowanie Nixona. Pogodził się z nim po jego rezygnacji, udzielając mu wsparcia i pociechy. Oświadczył wtedy: „Trzymam się z dala od polityki”.
W 1976 roku Graham był krótko hospitalizowany. Trzech prezydentów USA tego samego dnia życzyło mu powrotu do zdrowia: były prezydent Nixon, sprawujący urząd prezydencki Ford oraz prezydent elekt Jimmy Carter. Dla prezydenta Cartera był tylko doradcą, nie utrzymywał z nim bliskiej przyjaźni. Kontakty z Carterem były podobne do kontaktów z Eisenhowerem i Kennedym. Carter stwierdził, że jest jednym z dziesiątek milionów ludzi, których życie duchowe było kształtowane przez Billy’ego Grahama.

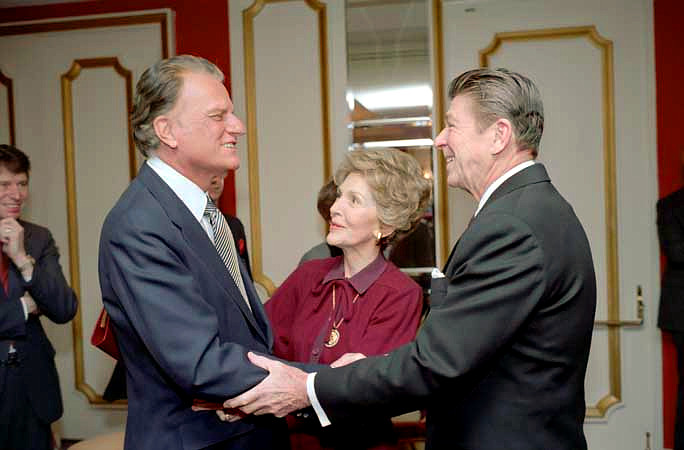
Ronald i Nancy Reagan witają Grahama (1981)

Był jednym z gości zaproszonych osobiście przez Reagana na jego inaugurację. Graham udzielił błogosławieństwa dla Busha podczas jego inauguracji. Podobnie błogosławił Clintona. Uczestniczył w inauguracjach ośmiu prezydentów. Ze względu na stan zdrowia nie mógł uczestniczyć w pierwszej inauguracji Busha w 2001, zastąpił go w tym jego syn Franklin. W czasach prezydenta Reagana często uczestniczył w czwartkowych spotkaniach modlitewnych w Białym Domu. Tej samej nocy (16-17 stycznia), w której rozpoczęto wojnę w Zatoce, George H.W. Bush zaprosił „pastora Ameryki”, jak go nazywał, do Białego Domu.
Na dwa dni przed wyborami prezydenckimi 2000 Graham wygłosił modlitwę podczas śniadania na Florydzie w obecności George’a W. Busha. Przyjaźń Grahama z Bushem miała podobny charakter do przyjaźni z Nixonem. Podczas krucjaty w Nowym Jorku w 2005 Bill Clinton przypomniał, jak odwiedził krucjatę Grahama w Little Rock (Arkansas), w 1959 roku – „Byłem wtedy małym chłopcem i nigdy nie zapomnę, jak go pokochałem od tego czasu”. Clinton spotkał się z Grahamem w 1989 roku, w Little Rock, gdy był już gubernatorem. Clinton był w sumie na czterech krucjatach Grahama: w 1959, 1971, 1989 i 2005 roku.
Obama chciał spotkać się z Grahamem jeszcze podczas swej kampanii w 2008, ale Graham nie był zdolny, by go odwiedzić. Po raz kolejny Obama chciał go odwiedzić podczas urodzin w 2009, co również nie doszło do skutku. Ostatecznie do spotkania doszło 25 kwietnia 2010 roku, prezydent Obama odwiedził Grahama w jego domu w Montreat i odbył z nim „prywatną modlitwę”.
20 grudnia 2010 roku George Bush (junior) odwiedził Bibliotekę Billy’ego Grahama, wraz ze swoją żoną. Podpisał tam ponad 1000 egzemplarzy swojej książki Decision Points. Laura Bush podpisywała swoją książkę Spoken From the Heart. Bush powiedział, że Graham pomógł mu w rozumieniu nauki Chrystusa. W 2012 podczas wyborów prezydenckich poparł Romneya, z którym też się spotkał. Przy tej okazji Graham oświadczył, że prawdopodobnie są to jego ostatnie wybory.

### Pogrzeby państwowe
W 1993 roku poprowadził modlitwę na pogrzebie Johna Connally’ego, byłego gubernatora Teksasu. W tym samym roku poprowadził też usługę pogrzebową byłej pierwszej damy Pat Nixon.
Graham był obecny na dwóch prezydenckich pogrzebach. Przewodniczył pochówkowi prezydenta Lyndona B. Johnsona w 1973 roku i wygłosił mowę pochwalną. Poprowadził też usługę pogrzebową Nixona w 1994 roku. W mowie pochwalnej nazwał Nixona jednym z najbardziej niezrozumianych ludzi, a zarazem jednym z największych ludzi XX wieku. Choć został wyznaczony do przewodniczenia uroczystościom pogrzebowym Reagana, odbywającym się 11 czerwca 2004 roku, nie był w stanie się go podjąć z powodu operacji wymiany stawów biodrowych; zastąpił go w inny ewangelista, John Danford, senator z partii republikańskiej. Były prezydent George H.W. Bush wygłosił mowę pochwalną. Z powodu zdrowia Graham nie mógł też prowadzić pogrzebu Geralda R. Forda 2 stycznia 2007 roku oraz pogrzebu byłej pierwszej damy Bird Johnson w lipcu 2007 roku.

## Graham w mediach
Od 5 listopada 1950 roku prowadził 30-minutowy program radiowy Hour of Decision. Po pięciu latach program miał ponad 20 milionów stałych słuchaczy. Program był emitowany w niedzielny poranek przez ponad 50 lat. Służbę teleewangelisty rozpoczął w 1957 roku, pomysł wyszedł od jego żony, Ruth. Służbę radiową i telewizyjną zakończył w 2008 roku.
Według Grahama w 1950 roku prezydent Paramount Pictures, Y. Frank Freeman, proponował mu rolę w filmach. Graham odpowiedział, że Bóg go powołał dla głoszenia Ewangelii i nie zamierza nic innego robić. W spotkaniu uczestniczył reżyser Cecil B. DeMille, który planował wtedy utworzyć remake dla filmu Dziesięć przykazań – Dziesięcioro przykazań. W spotkaniu uczestniczyli aktorzy: Anthony Quinn, Barbara Stanwyck, Betty Hutton i Bob Hunter. Jednak rok później Graham utworzył własne studio filmowe, dla produkcji dramatów religijnych.
Po wykorzystaniu radia i telewizji Billy Graham postanowił sięgnąć po kolejne medium – film. W tym też celu w 1951 roku jego stowarzyszenie (BGEA) powołało World Wide Pictures. W tym też roku powstał pierwszy film – Mr. Texas. Podczas premiery wynajęto dwadzieścia cztery reflektory, chcąc przebić wszystko to, co widziano do tej pory podczas premiery, jednak głośniki ustawione były zbyt daleko, a dźwięk był źle zsynchronizowany z obrazem na 15-metrowym ekranie. J. Arthur Rank, brytyjski producent filmowy, ocenił później, że film nie jest dobry pod względem technicznym, ale ma zrozumiałe przesłanie. Był to pierwszy chrześcijański western. W następnych latach powstały filmy: Oiltown, U.S.A. (1954), Souls in Conflict (1955), The Heart Is a Rebel (1958), Shadow of the Boomerang (1960). Filmy te opowiadają o bohaterach sceptycznie nastawionych do chrześcijaństwa, jednak pod koniec filmu nawracają się pod wpływem świadectwa swego przyjaciela bądź członka rodziny. Nawrócenie zazwyczaj dokonuje się po wysłuchaniu kazania Grahama. Akcja tych filmów osadzona została w kontekście krucjat Grahama (w jednym przypadku była to audycja radiowa). Filmy te przewidziane zostały na potrzeby kościelne, w latach 60. zaczęto również kręcić filmy na potrzeby kinowe. Pierwszym takim filmem był The Restless Ones (1965). Filmy te zmieniły kulturę chrześcijan w USA, w wielu kościołach nabożeństwo wieczorne zamieniano na oglądanie filmu. W końcu lat 80. stwierdzono, że w kazanie Grahama na ekranie nie przynosi zadowalającego efektu i ograniczono produkcję filmów kinowych. World Wide Pictures na swojej stronie donosi, że w wyniku filmów wyprodukowanych przez wytwórnię nawróciło się około 2 milionów ludzi.
Billy Graham współtworzył scenariusz do filmu Wiretapper (1955) oraz The Mighty Fortress (1955), był producentem filmu Souls in Conflict (1954) oraz The Restless Ones (1965). W 1964 roku Graham sfinansował 28-minutowy film dokumentalny „Man in the 5th Dimension” (Człowiek w piątym wymiarze), w którym też zagrał główną rolę. Został on przedstawiony podczas światowych targów w Nowym Jorku, obejrzało go około miliona widzów. W 1969 roku wystąpił w programie telewizyjnym z Woodym Allenem. Program łączył elementy komedii z ewangelizacyjnym przesłaniem.
W latach 50. wielokrotnie spekulowano w mediach, jaką karierę zrobiłby Graham jako gwiazda Hollywoodu. Podejrzewano, że filmowi kaznodzieje są stylizowani na Grahama, ale było to dementowane przez producentów filmowych. Nazywano Grahama „hollywoodzką wersją Jana Chrzciciela”. Henry Luce umieścił Grahama na okładce tygodnika „TIME” w 1954 roku.
W 2006 roku nakręcono film dokumentalny Billy Graham: God’s Ambassador. W 2008 roku nakręcono film Billy: The Early Years, którego premiera odbyła się 10 października 2008 roku. Główną rolę zagrał Armie Hammer. Hammer za swoją rolę otrzymał nominację do nagrody „Faith and Values Award”, przyznawaną za najbardziej inspirujące z perspektywy chrześcijańskiej wykonanie roli. Graham nie skomentował filmu, lecz jego syn, Franklin, ocenił go krytycznie. 18 sierpnia 2008 roku, Franklin wydał oficjalne oświadczenie w imieniu Stowarzyszenia Billy’ego Grahama, że film powstał bez współpracy ze Stowarzyszeniem i nie jest przez nie aprobowany. Jednak najstarsza córka Grahama, Gigi, oceniła film pozytywnie. Hammer powiedział, że za główną inspirację do filmu służył mu wywiad jaki Woody Allen przeprowadził z Grahamem w latach 70. Postać Grahama pojawiała się w wielu filmach i była grana przez różnych aktorów, w roku 2013 w filmie Nixon's the One zagrał go Andrew Hall.

## Ostatnie lata
W 2004 roku Południowa Konwencja Baptystów wystąpiła ze Światowego Związku Baptystycznego, zarzucając jej tendencje liberalne oraz ekumeniczne. Graham udzielił swego poparcia dla międzynarodowej instytucji.
Ostatnią krucjatę poprowadził w 2005 roku. Po tej krucjacie przestał pokazywać się publicznie, ze względu na pogarszający się stan zdrowia. Służbę radiową i telewizyjną zakończył w 2008 roku. W 2009 roku Stowarzyszenie Billy’ego Grahama (BGEA) zwolniło 55 swoich pracowników, tj. 10% zatrudnionych.
Pomimo iż zakończył organizację własnych krucjat w 2005, wystąpił jeszcze z usługą w 2006 roku na „Festiwalu Nadziei” organizowanym przez jego syna, Franklina, w Nowym Orleanie, który podniósł się po szkodach wyrządzonych przez Huragan Katrina.
W lutym 2009 roku córka Grahama, Anne Graham Lotz, oświadczyła, że Graham cierpi na chorobę Parkinsona oraz raka prostaty. Zdaniem Lotz jest to rezultat jego licznych krucjat, gdyż każda krucjata jest niezwykle wyczerpująca „fizycznie, emocjonalnie i duchowo”.
W kwietniu 2010 roku, w wieku 91 lat jego wzrok i słuch miały już mniej niż 50% percepcji. Pomimo to Will Graham, wnuk Grahama, powiedział reporterom, że jego dziadek ma ostatnio więcej energii i myśli o tym, by głosić jeszcze jeden raz, zaznaczając jednak, że byłoby to raczej głoszenie przez telewizję niż na stadionie.

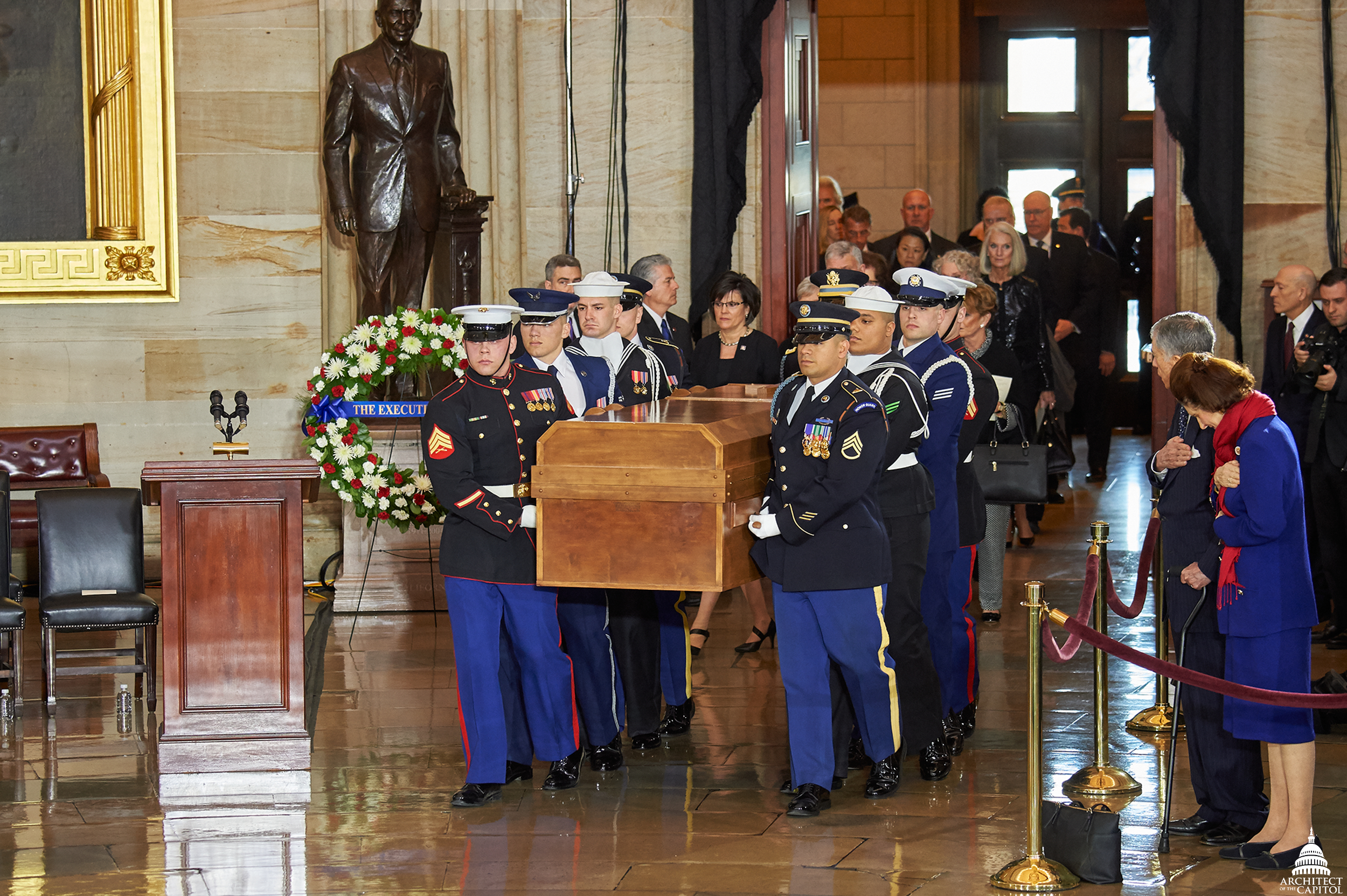
Pogrzeb

11 maja 2011 roku Grahama przyjęto do szpitala Hospital w Asheville z powodu zapalenia płuc. 15 maja wrócił do domu, gdyż zdaniem lekarzy jego stan zdrowia się poprawił. Anne Graham Lotz doniosła, że 10 października 2011 roku poddany został tlenoterapii. 30 listopada znów został przyjęty do szpitala z powodu zapalenia płuc. 7 grudnia wrócił do domu, Franklin oświadczył, że Graham pracuje nad nową książką o zbawieniu. Została ona wydana w 2012 roku.
Billy Graham zmarł 21 lutego 2018 roku.
28 lutego i 1 marca 2018 roku Graham został czwartym prywatnym obywatelem w historii Stanów Zjednoczonych pochowanym w rotundzie Kapitolu Stanów Zjednoczonych w Waszyngtonie.

## Poglądy
Biblia jest kluczem i autorytatywnym źródłem, do niej należy się zwracać z każdym problemem. Prawda jest poza czasem i poza wiecznością, i się nie zmienia. Piekło oznacza separację od Boga. Wytykamy pogan i dawnych bałwochwalców, ale różnimy się od nich tylko tym, że nasze bożki wykonane są ze lśniącego chromu i stali. Chrystus zajął na krzyżu miejsce, na którym my powinniśmy się znaleźć. On również zniósł męczarnie piekielne, które miały być naszym udziałem. Przez śmierć Chrystusa grzech został ukrzyżowany. Istnieje więcej dowodów potwierdzających zmartwychwstanie Chrystusa, niż na to, że kiedykolwiek żył Cezar. Zmartwychwstanie oznacza, że Chrystus jest tym za kogo się podawał, że jest Bogiem.
Wielość kościołów może dezorientować, wyboru należy dokonywać z modlitwą. Prawdziwy chrześcijanin chodzi do kościoła po to, aby wraz z innymi oddać chwałę Bogu. Fakt kuszenia nie oznacza, że obcowanie z Bogiem zostało przerwane, pokusa jako taka nie jest grzechem. Szatan może tylko kusić, ale nie może zmusić do ulegania pokusie.

## Oceny i kontrowersje

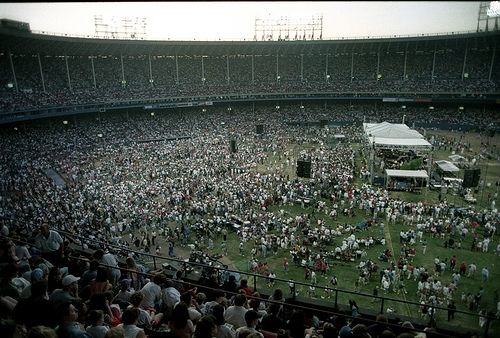
85 tysięcy ludzi na stadionie w Cleveland (1994)

Billy Graham głosił w 185 krajach, zaś liczba osób, do których przemawiał, przekroczyła 210 milionów. Według szacunków współpracowników Grahama liczba osób, które po jego kazaniach publicznie uznały Jezusa Chrystusa za swojego zbawiciela przekroczyła 3,2 miliona, łączna liczba osób, które słyszały kazania Grahama – osobiście, przez radio lub telewizję – przekroczyła natomiast 2,2 miliarda. Liczba Amerykanów, którzy słuchali go osobiście, wynosi 35 milionów. W połowie 1957 roku jego imię było znane dla 85% Amerykanów, a 75% oceniało go pozytywnie. Prawdopodobnie przemawiał do największej liczby słuchaczy w historii. W połowie lat 60. stał się osobą, która dodawała świętości wydarzeniom, autorytetem dla prezydentów, przed wypowiedzeniem wojny zasięgano jego opinii, w połowie lat 70. zaczęto go określać mianem „pastora Ameryki”
W jego służbie nie było żadnych skandali finansowych ani seksualnych. Mieszkał w skromnym domu, nie przyjmował „ofiar miłości”, pobierał stałą pensję od swojej misji (BGEA), odrzucił oferty z telewizji (milion dolarów) oraz Hollywoodu, nigdy nie zbudował „Kościoła Billy’ego Grahama”. Gdy kończył służbę, 96% Amerykanów określało siebie jako wierzących, a liczba ewangelikalnych chrześcijan osiągnęła 40%. Gdy zaczynał służbę ewangelizacyjną, naród amerykański poszukiwał nowej tożsamości religijnej. Graham miał wielki wpływ na jej kształtowanie. Stworzył nowy typ kultury religijnej, bazujący na mediach, zacierał różnice pomiędzy polityką a religią, a apolitycznych amerykańskich chrześcijan zachęcił do angażowania się w politykę.
Jednak w jego rodzinnym stanie nie popierał go Kościół episkopalny, a także znaczna część baptystów. Jeden z jego biografów, Stanley High, ocenił, że zarówno w Stanach Zjednoczonych, jak i Wielkiej Brytanii, miał większe wsparcie ze strony prezbiterian niż baptystów. Grahama wspierali niemieccy biskupi luterańscy, tacy jak Otto Dibelius oraz Hanns Lilje.
Graham głosił w latach 1949 do 2005. W tym czasie dokonało się wiele zmian w Ameryce i na świecie, jak również w chrześcijaństwie. Zniesiono komunizm, pojawiły się nowe ruchy społeczne i nurty teologiczne, AIDS stało się problemem globalnym, jednak przesłanie Grahama pozostało dokładnie to samo – świat zmierza do destrukcji. Kazania Grahama badane z punktu widzenia teologicznego, etycznego, homiletycznego oraz estetycznego niejednokrotnie nie spełniają podstawowych zaleceń tych dyscyplin i tym samym jego sukces staje się zagadką. Większość ludzi „nawrócona” na jego ewangelizacjach prędzej czy później wracała do swoich grzechów. Jednak niektórzy z nich zmieniali swój tryb życia, stawali się religijni, a ich religijność – jak ocenia Thomas G. Long – przekraczała nawet poziom Grahama.
Latem 1949 roku, Charles Templeton, wtedy współpracujący z Grahamem ewangelista, podczas przygotowań do kampanii w Los Angeles poradził mu, by zmodernizował swój sposób głoszenia i nie robił tego w taki sposób jak 50 lat temu – „musisz się nauczyć nowego żargonu, bo inaczej nie odniesiesz sukcesu”. Graham odpowiedział: „Nie jest jeszcze za późno, by zostać farmerem”. Po kampanii w Los Angeles oskarżano go, że zamierza cofnąć religię o sto lat. Graham odpowiedział, że nie zamierza cofać religii o zaledwie 100, ale 1900 lat, do czasów Dziejów Apostolskich. Templeton stał się agnostykiem, stwierdzając, że znaczna część nauczania Grahama to „dziecinne nonsensy”.
Teolodzy chrześcijańscy na ogół nie zajmowali się oceną Grahama i uważali, że jest niewart krytyki, niemniej niektórzy wytykali mu anachronizm, braki w teologicznym przygotowaniu, przyznając jednocześnie, że jego praca ewangelizacyjna daje pozytywne efekty oraz że jest on głęboko religijny. Krytykę ze strony teologów rozpoczął Reinhold Niebuhr w 1957 roku, który wytknął Grahamowi, iż traktuje „krew Chrystusa” jako panaceum na wszystko, jako środek uwalniający od wszelkich grzechów, nie mówi natomiast nic o doświadczeniach, jakie czekają w życiu każdego chrześcijanina. Niebuhr zarzucił też Grahamowi obskurantyzm. W roku 1960 William G. McLoughlin, chrześcijański historyk, zarzucił Grahamowi anachronizm i ożywienie fundamentalizmu. McLoughlin nazwał go też nieoficjalnym kapelanem Białego Domu, który pomaga Eisenhowerowi i Nixonowi przy podejmowaniu decyzji.
Graham zawsze był przeciwny nawracaniu Żydów. Odnosząc się jedynie do Chrystusa, nie agitował na rzecz konkretnego chrześcijańskiego kościoła. W kazaniach nie poruszał nigdy kwestii dzielących denominacje i wyznania chrześcijańskie. Jego ekumenizm i ponadkonfesyjny charakter jego posługi był zawsze krytykowany przez fundamentalistów protestanckich. Fundamentaliści chrześcijańscy zawsze byli najbardziej surowymi krytykami Grahama.

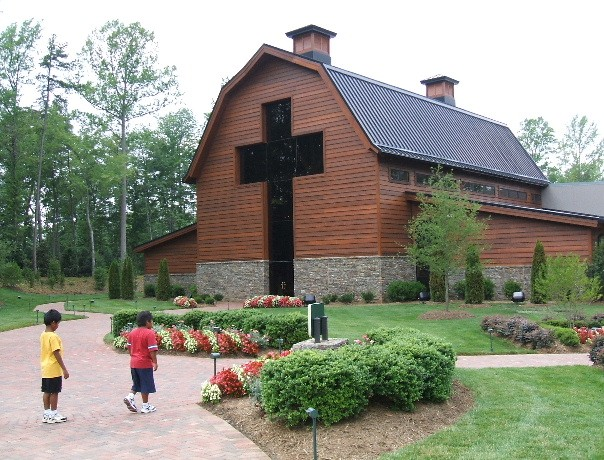
Biblioteka Billy’ego Grahama

Na swoich krucjatach zarówno protestantów, jak i katolików odsyłał do swoich Kościołów. Z tego powodu fundamentaliści protestanccy z Południa uważają go za fałszywego proroka, zwodziciela i agenta Antychrysta. Ich zdaniem 80% nawróceń, jakie miały miejsce pod wpływem wystąpień Grahama, jest powierzchownych i krótkotrwałych. Wielu spośród „nawróconych” nadal uczęszcza do Kościoła katolickiego lub liberalnych Kościołów protestanckich, co zdaniem owych krytyków jest dowodem na brak nawrócenia, zaś większość „uwolnień” dotyczy spraw trywialnych, np. uwolnienia z nałogu nikotynowego. Krytycy zarzucają mu, że tylko 2% „nawróconych” nie było przedtem chrześcijanami. Wytyka mu się ekumenizm zarówno w stronę Kościoła katolickiego („koń trojański”), jak i liberalnych Kościołów protestanckich. Zarzuca mu się współpracę z masonerią.
Z punktu widzenia fundamentalnych protestantów, protestanci liberalni byli odstępcami, ponieważ wyparli się kluczowych doktryn biblijnych, takich jak nieomylność Pisma Świętego, narodzenie z dziewicy, bóstwo Chrystusa i Jego fizyczne zmartwychwstanie. Katolicy natomiast nie są dla nich nawet prawdziwymi chrześcijanami, ponieważ oprócz wiary w Chrystusa mają jeszcze Magisterium Kościoła, któremu muszą się podporządkować. Krytyka Grahama ze strony fundamentalistów odbywa się na dziesiątkach tysięcy stron internetowych. Cytują oni wypowiedzi Grahama z początku lat 50., w których krytykował zarówno liberalnych protestantów, jak i katolików. Graham na przestrzeni sześćdziesięciu lat tak naprawdę nie zmienił swego teologicznego przesłania, ale stał się bardziej tolerancyjny. W 1978 w wywiadzie dla McCall’s przyznał, że stał się bardziej tolerancyjny, a jego kontakty z katolikami i luteranami oddaliły go od tradycji południowych baptystów i pomogły mu w ewolucji jego nastawienia do innych tradycji chrześcijańskich.
31 maja 1997 roku w programie Roberta Schullera powiedział, że muzułmanie, buddyści oraz wyznawcy innych religii mogą być zbawieni, o ile żyją zgodnie ze swoim sumieniem. Wywołało to wielkie kontrowersje w środowisku fundamentalistycznych protestantów.
Przynależność konfesyjna Grahama traktowana zwykle była w środowisku baptystycznym jako powód do chluby, niemniej często to się wiązało z problematycznymi elementami, ze względu na jego ekumenizm. Graham pozytywnie wypowiadał się o papieżach, Jana Pawła II uznał za wzór głosiciela Chrystusa, prowadził ewangelizacje w świątyniach katolickich i prawosławnych, uznawał chrzest niemowląt, sprzeciwiał się akcjom nawracania Żydów. Wpływało to na nieufność względem Grahama w jego własnym środowisku, a także wrogość.
Reputacja Grahama została nadszarpnięta podczas afery Watergate, ponieważ był bliskim przyjacielem Nixona. Po roku 1974 obniżyła się popularność Grahama w USA, co przełożyło się na miejsce zajmowane dotychczas w rankingu najbardziej podziwianych ludzi na świecie (w latach 1969-1974 był na drugim miejscu), spadł również nakład miesięcznika „Decision” (w roku 1974 uzyskał rekordowy nakład – 5 milionów egzemplarzy). W roku 2002 ujawniono magnetofonowe nagrania rozmów z prezydentem Nixonem z 1972 roku („taśmy Watergate”), w których zgodził się ze stwierdzeniem Nixona, że Żydzi kontrolują amerykańską prasę. Graham po ujawnieniu nagrań wyznał, że nie pamięta tej rozmowy, niemniej przeprasza Żydów za swoje komentarze. W 2009 roku ujawniono kolejne taśmy, w których Graham używa sformułowania „synagoga Szatana”. Christopher Hitchens nazwał Grahama „okropnym złym człowiekiem” (a disgustingly evil man).
Graham przyjaźnił się i utrzymywał kontakt z wieloma prezydentami. Przyjaźń ta nie odbywała się w teologicznej próżni. Ich perspektywa była odmienna od fundamentalnej perspektywy południowych baptystów, do których należał Graham. Ta jego teologiczne otwartość stała się czynnikiem generującym krytyczne oceny. Grahamowi wytyka się zwłaszcza przyjaźń z dwoma najbardziej kontrowersyjnymi prezydentami USA (Nixon i Clinton) oraz fakt, że zbyt gorliwie zwalczał komunizm i tym samym oddalał się od swego prawdziwego powołania, jakim było głoszenie Ewangelii. W swoich publicznych wystąpieniach bywał ekstrawagancki i potrafił uderzyć w nutę katastroficzną (Ameryka wkrótce upadnie tak, jak upadł Rzym i Niemcy). Cecil Bothwell, polityk i pisarz, wytknął Grahamowi, że popierał wszystkie interwencje zbrojne Stanów Zjednoczonych w ciągu 60 lat. Graham krytykował nawet Kinga za sprzeciw wobec wojny w Wietnamie.

## Nagrody i wyróżnienia

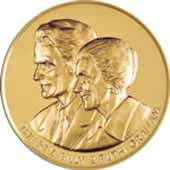
Medal kongresu

Graham otrzymał wiele nagród i wyróżnień, był też często wyróżniany przez badaczy, określany jako Greatest Living American, zaliczany do najbardziej podziwianych ludzi w Stanach Zjednoczonych oraz na świecie. Według United States Postal Service Graham był jednym z nielicznych Amerykanów, poza urzędującym prezydentem, który mógł otrzymać pocztę zaadresowaną na jego imię oraz nazwę kraju: „Billy Graham, America”.
Uzyskał siódme miejsce na liście najbardziej podziwianych osób XX wieku Instytutu Gallupa. W latach 1948–2010 był najczęściej pojawiającą się osobą na liście najbardziej podziwianych ludzi Instytutu Gallupa (54 razy, Reagan 31 razy). W latach 1969–1974 był na drugim miejscu tej listy.
W 1967 roku został pierwszym protestantem, który otrzymał doktorat honoris causa od Belmont Abbey College, rzymskokatolickiej uczelni, co wywołało zaskoczenie zarówno w środowisku katolickim, jak i protestanckim. Graham otrzymał wiele doktoratów honoris causa od licznych amerykańskich i zagranicznych instytucji. W 1981 roku od ChAT-u i był to jego 27. doktorat honorowy.
W 1971 roku otrzymał nagrodę od National Conference of Christians and Jews. Po ujawnieniu taśm z rozmów z Nixonem, Abraham Foxman z Anti-Defamation League wezwał Grahama do zwrócenia nagrody. Otrzymał też National Interreligious Award od American Jewish Committee za wysiłki na rzecz żydowsko-chrześcijańskiego pojednania; komitet nazwał go jednym z największych chrześcijańskich przyjaciół Żydów stulecia.
W 1972 roku otrzymał „Sylvanus Thayer Award” od wojskowej uczelni West Point. Nagroda przyznana została w kontekście jego wsparcia dla wojny w Wietnamie, a przyznawana jest każdego roku dla obywatela, który nienagannie reprezentuje „obowiązek, honor i ojczyznę”.
W 1972 roku otrzymał Międzynarodowe Odznaczenie Franciszkańskie za wkład do prawdziwego ekumenizmu oraz szczery i autentyczny ewangelizm.
W 1974 roku otrzymał Medal Jerzego Waszyngtona za patriotyzm.
W 1979 roku zwierzchnik Polskiego Autokefalicznego Kościoła Prawosławnego, metropolita Bazyli, wyróżnił Grahama Orderem św. Marii Magdaleny.
W 1982 roku otrzymał Nagrodę Templetona za wprowadzenie chrześcijańskiego przesłania do elektronicznego świata radia i telewizji.
W 1983 roku otrzymał od Reagana jedno z najwyższych amerykańskich cywilnych wyróżnień – Medal Wolności.
W 1986 roku został nagrodzony za służbę publiczną najwyższym stanowym wyróżnieniem Karoliny Północnej – North Carolina Award (Nagroda Karoliny Północnej).
15 października 1989 roku otrzymał 6900-ną gwiazdę w Hollywood Walk of Fame za zasługi w radiu, telewizji i służbie ewangelizacyjnej. Jest pierwszym duchownym, który otrzymał to wyróżnienie.
W maju 1996 roku prezydent Bill Clinton oraz reprezentujący większość senacką Bob Dole nagrodzili Billy’ego Grahama oraz jego żonę Ruth, Złotym Medalem Kongresu, jednym z najwyższych amerykańskich cywilnych wyróżnień, za służbę dla moralności, równości rasowej, religii oraz filantropię. Ceremonia odbyła się w Kapitolu Stanów Zjednoczonych. Był to 114 przypadek przyznania tego wyróżnienia od roku 1776.
30 maja 1999 roku został zaproszony, by wygłosić modlitwę przed rozpoczęciem wyścigów samochodowych Indianapolis 500.
W 2000 roku była pierwsza dama Stanów Zjednoczonych Nancy Reagan podarowała Grahamowi Ronald Reagan Freedom Award (Nagroda Wolności Ronalda Reagana). Graham był wieloletnim przyjacielem Reaganów.
W grudniu 2001 roku otrzymał Order Imperium Brytyjskiego (KBE), za jego służbę dla religii przez ponad 60 lat.
15 czerwca 2006 roku Południowa Konwencja Baptystów postawiła w Greensboro posąg z brązu dla Grahama, upamiętniający jego zasługi dla ich kościoła.
31 maja 2007 roku 27 milionów dolarów zostało przekazanych na rzecz Billy Graham Library (Biblioteki Billy’ego Grahama) w Charlotte. W uroczystości uczestniczyli byli prezydenci Jimmy Carter, George H.W. Bush, oraz Bill Clinton. Autostrada w Charlotte otrzymała imię Grahama, podobnie jak I-240 w pobliżu domu Grahama w Asheville. Graham gościł na pierwszej okładce pism: Time, Newsweek, Life, U.S. News and World Report, Parade i wielu innych.

## Książki

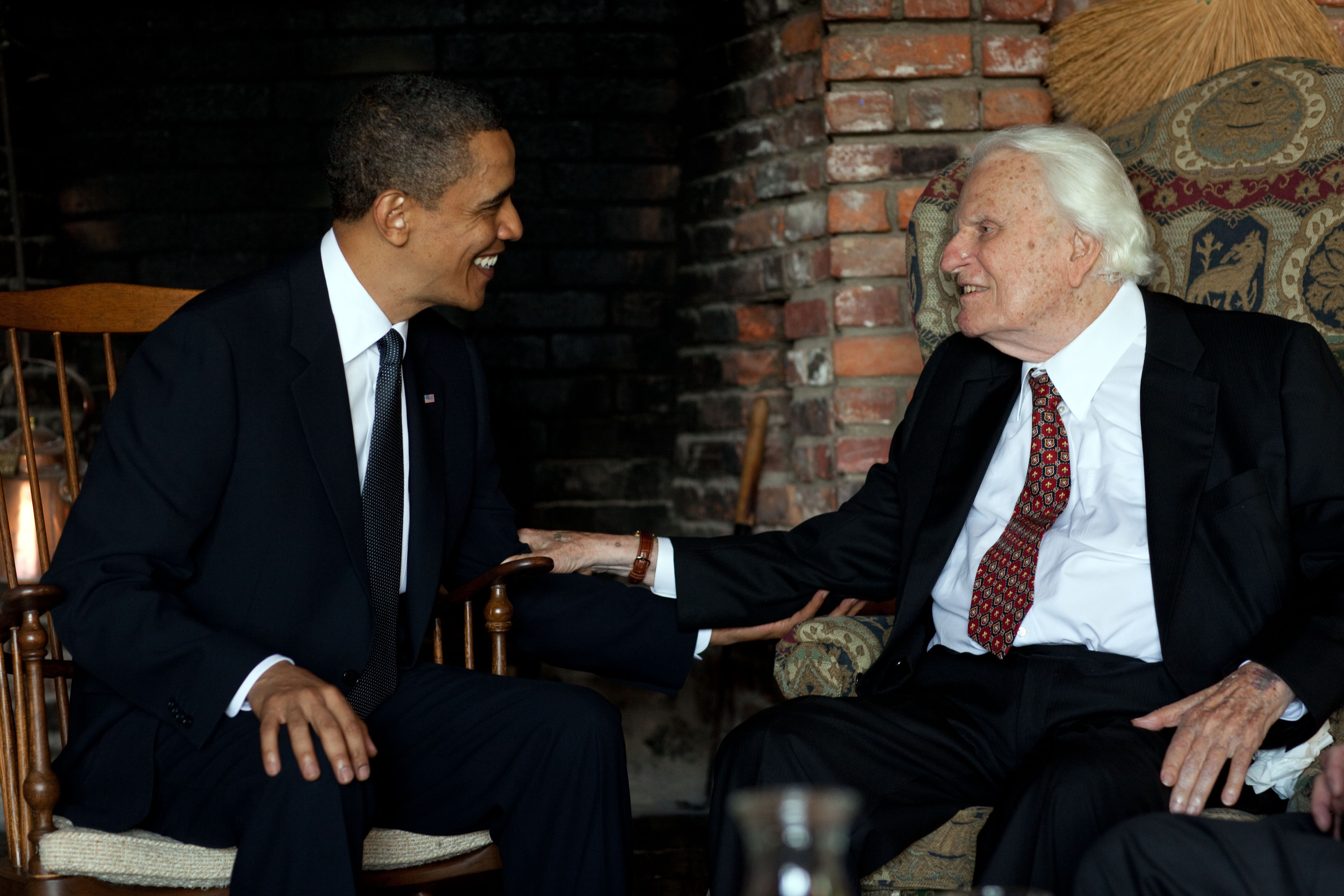
Barack Obama i Billy Graham

Billy Graham jest autorem wielu książek, osiemnaście z nich zyskało w Stanach Zjednoczonych status bestsellera. Wszystkie jego książki doczekały się przekładów. Najważniejszą jego książką jest Peace with God (1953), która przetłumaczona została na 38 języków i sprzedana w nakładzie ponad 2 milionów egzemplarzy. The Jesus Generation (1971) został sprzedany w liczbie 200,000 egzemplarzy już w pierwszych dwóch tygodniach, Angels: God’s Secret Agents (1975) sprzedany w nakładzie 1 miliona egzemplarzy w przeciągu pierwszych 90 dni. Innym jego bestsellerem był The Secret to Happiness (1955). Książka How to be Born Again (1977) już w pierwszym wydruku uzyskała 800 tysięcy egzemplarzy, co stało się nowym rekordem (poprzedni wynosił 200 tysięcy). Approaching Hoofbeats: The Four Horsemen of the Apocalypse (1983) przez 15 tygodni gościł na liście bestsellerów prowadzonej przez „The New York Times”. Just As I Am: The Autobiography of Billy Graham (1997), jednego tygodnia znalazła się na szczycie trzech list bestsellerów.
Wydania oryginalne
Jego książkowy dorobek obejmuje następujące pozycje:
1. Calling Youth to Christ (1947)
2. America’s Hour of Decision (1951)
3. I Saw Your Sons at War (1953)
4. Peace with God (1953, 1984)
5. Freedom from the Seven Deadly Sins (1955)
6. The Secret of Happiness (1955, 1985)
7. Billy Graham Talks to Teenagers (1958)
8. My Answer (1960)
9. Billy Graham Answers Your Questions (1960)
10. World Aflame (1965)
11. The Challenge (1969)
12. The Jesus Generation (1971)
13. Angels: God’s Secret Agents (1975, 1985)
14. How to Be Born Again (1977)
15. The Holy Spirit (1978)
16. Till Armageddon (1981)
17. Approaching Hoofbeats: The Four Horsemen of the Apocalypse (1983)
18. A Biblical Standard for Evangelists (1984)
19. Unto the Hills (1986)
20. Facing Death and the Life After (1987)
21. Answers to Life’s Problems (1988)
22. Hope for the Troubled Heart (1991)
23. Storm Warning (1992) (wydanie w języku polskim: Zwiastun burzy, wydawnictwo „Vocatio”)
24. Just As I Am: The Autobiography of Billy Graham (1997, 2007)
25. Hope for Each Day (2002)
26. The Key to Personal Peace (2003)
27. Living in God’s Love: The New York Crusade (2005)
28. The Journey: How to Live by Faith in an Uncertain World (2006)
29. Nearing Home: Life, Faith, and Finishing Well (2011)
30. The Heaven Answer Book (2012)
31. The Reason for Hope: Salvation (2013)[281]

Polskie przekłady
- Siedem głównych grzechów, Wydawnictwo „Słowo Prawdy”, Warszawa 1966, 1985
- Pokój z Bogiem, Wydawnictwo „Słowo Prawdy”, Warszawa 1966; Licht der Welt, Korntal 1982; Wydawnictwo „Słowo Prawdy”, Warszawa 1978, 1990
- Źródło naszego szczęścia, Wydawnictwo „Słowo Prawdy”, Warszawa 1971
- Musicie się na nowo narodzić, Wydawnictwo „Słowo Prawdy”, Warszawa 1978, 1985, 1990; wydanie IV poprawione pod nowym tytułem: Jak narodzić się na nowo?, tłum. Konstanty Wiazowski, Wydawnictwo CLC, Katowice 2015 ISBN 978-83-64837-03-6
- Podejmij decyzję!, Wydawnictwo Kościoła Metodystycznego, Warszawa 1984
- Tajemnica szczęścia, Wydawnictwo „Słowo Prawdy”, Warszawa 1985
- Aniołowie. Niewidzialni posłańcy Boga, Wydawnictwo „Słowo Prawdy”, Warszawa 1987
- Duch Święty, Wydawnictwo „Słowo Prawdy”, Warszawa 1987
- Vademecum chrześcijańskiego doradcy, Wydawnictwo Słowo i Życie, Warszawa 1990
- Śmierć a co dalej?, Wydawnictwo „Słowo Prawdy”, Warszawa 1992
- Zwiastun burzy, Oficyna Wydawnicza „Vocatio”, Warszawa 1995
- Podróż. Jak żyć wiarą w wątpiącym świecie, Wydawnictwo Polskiej Prowincji Dominikanów „W drodze”, Poznań 2007
- Taki, jaki jestem. Autobiografia, Wydawnictwo Theologos, Ostróda 2010
- Zbawienie moją nadzieją, Wydawnictwo CLC, Katowice 2014
- Zbliżając się do domu. Jak żyć? Jak wierzyć? Jak dobrze bieg ukończyć?, tłum. Zbigniew Kasprzyk, Wydawnictwo CLC, Katowice 2015 ISBN 978-83-64837-06-7

## Prekursorzy
- Jonathan Edwards (1703–1758)
- George Whitefield (1714–1770)
- Charles Grandison Finney (1792–1875)
- Dwight Lyman Moody (1837–1899)
- Billy Sunday (1862–1935)